# Vratislav Mazák
Vratislav Mazák (cehă ˈvracɪslaf ˈmazaːk; n. 22 iunie 1937, Kutná Hora – d. 9 septembrie 1987, Praga) a fost un biolog ceh. Era specializat în paleoantropologie, mamalogie și taxonomie. A fost și pictor, ilustrându-și propriile cărți despre animale și om.
A fost profesor al Facultății de Știință din cadrul Universității Caroline. A mai lucrat ca zoolog la Muzeul Național din Praga. Alături de Dr. Groves, Mazák a făcut descrierea lui Homo ergaster și a subspeciei de tigru Panthera tigris corbetti.

## Publicații majore

### În Cehia
- Naši savci (1970), Mamiferele noastre
- Kostra velryby v Národním muzeu v Praze a krátký pohled do světa kytovců (1976), Scheletul balenei din Muzeul Național din Praga și o scurtă privire asupra lumii cetaceelor
- Jak vznikl člověk: Sága rodu Homo (1977), Originea omului - Saga lui Homo genus; cu Zdeněk Burian
- Velké kočky a gepardi (1980), Feline mari și gheparzi
- Jak vznikl člověk: (Sága rodu Homo) (1986), Originea omului - Saga lui Homo genus, ediția revizuită și lărgită; cu Zdeněk Burian
- Kytovci (1988), Cetacee
- Pravěký člověk (1992), Omul preistoric; cu Zdeněk Burian

### În germană
- Der Tiger: Panthera tigris Linnaeus, 1758 (1965)
- Die Namen der Pelztiere und ihrer Felle (1974)
- Der Tiger: Panthera tigris (1979)
- Der Urmensch und seine Vorfahren (1983)